# Totia Meireles
Maria Elvira Meirelles (Cuiabá, 11 de octubre de 1958) es una actriz brasileña.

## Historia
Ha realizado numerosos papeles en televisión. Comenzó su carrera como bailarina y pronto se encontró como cantante durante las audiencias de A Chorus Line musical, que tuvo como protagonista a Cláudia Raia. Actualmente desempeña el papel de Mamma Rosa en el musical Gypsy, que le ha valido el ser nominada al Shell Theatre Award, considerado como uno de los grandes premios de la televisión y teatro brasileños.

## Vida personal
Está casada desde hace 18 años con el médico Rabacov Jayme. Su matrimonio es a distancia, pues la pareja vive vidas separadas y son más felices como novios. No tienen hijos, pues no quiso ser madre. Ella vive en el barrio de Lagoa, en la ciudad de Río de Janeiro, y él en Miguel Pereira, ciudad del interior de Río de Janeiro. Meireles reveló que la distancia no es un problema, porque el amor es grande. Vivieron juntos durante los dos primeros años de matrimonio, pero se dieron cuenta de que así su relación no funcionaba.

## Filmografía

### Televisión
| Año  | Título                      | Personaje                                               |
| ---- | --------------------------- | ------------------------------------------------------- |
| 1988 | Vale Tudo                   | Cajera tienda de ropas                                  |
| 1989 | Que Rei Sou Eu?             | Monah                                                   |
| 1990 | Pantanal                    | Vedette                                                 |
| 1990 | Lua Cheia de Amor           | Rosa Maria                                              |
| 1993 | Mujeres de arena            | Sonia                                                   |
| 1996 | Perdidos de Amor            | Sofia                                                   |
| 1996 | O Fim do Mundo              | Cacilda                                                 |
| 1999 | Suave veneno                | Matilde                                                 |
| 2001 | El clon                     | Laurinda Albuquerque                                    |
| 2005 | América                     | Vera Tupã do Nascimento                                 |
| 2006 | Cobras & Lagartos           | Silvana Munhoz                                          |
| 2007 | Dos caras                   | Jandira Alves                                           |
| 2009 | India, una historia de amor | Dra. Aída Motta                                         |
| 2011 | Fina estampa                | Zambeze Siqueira Maciel                                 |
| 2012 | La guerrera                 | Wanda Rodrigues (Adalgisa/Marta/Jussara Guerra/Djanira) |
| 2014 | Por siempre                 | Adriana Máximo                                          |
| 2016 | Lili a ex                   | Tia Rita                                                |
| 2017 | A Força do Querer           | Helena Garcia                                           |
| 2019 | Verão 90                    | Dona Mercedes Ferreira Lima                             |